# 杜奈尔环形山
杜奈尔环形山（Dunér）是位于月球背面北半部的一座古老大撞击坑，约形成于45.5-39.2亿年前的前酒海纪，其名称取自瑞典天文学家尼尔斯·克里斯托弗·杜奈尔(1839年-1914年)，1970年被国际天文学联合会正式接受。

## 描述

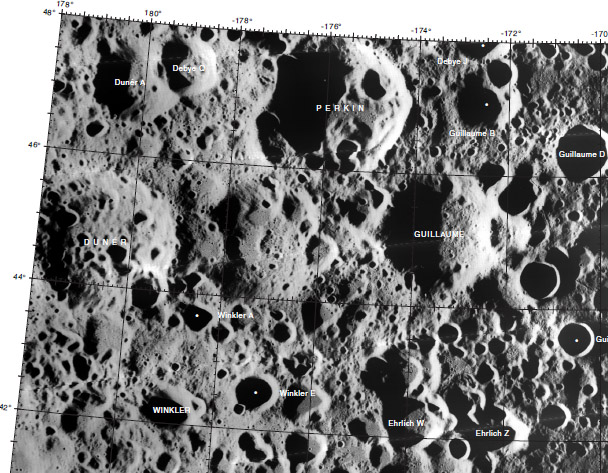
LAC-33 区域图

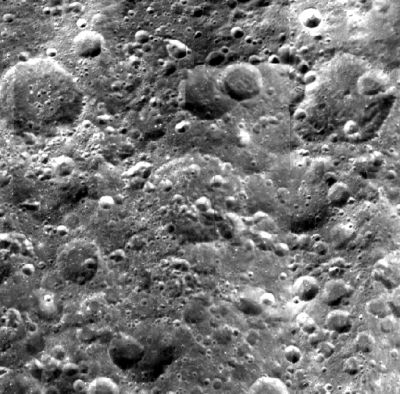
克莱门汀号拍摄的图像，杜奈尔环形山位于中间。

该陨坑西北靠近切尔内绍夫环形山、东北毗邻稍小的珀金环形山、已磨损的纪尧姆环形山位于它的东侧，它的东南和西南偏西则坐落了圆形的温克勒陨石坑和古老的钱德勒环形山。该陨坑中心月面坐标为44°41′N 179°28′E / 44.68°N 179.46°E，直径65.07公里，深约2.74公里。
受后续众多小陨坑的轰击，杜奈尔环形山几乎已完全损毁，环边缘密布着大量大小不一的撞击坑，其坑壁现仅略微隆起于月表之上，与周边地形难以分辨，只有东侧段坑壁相对最为明显。该环形山残壁最大高出周边地形1250米，内部容积约有3676.94公里3，坑底表面几乎布满了各式大小的撞击坑，最醒目的是一串由相重叠小陨坑组成的链坑，从中心点附近穿过了东南壁，该链坑延伸长度比杜奈尔环形山的直径还要大。

## 卫星陨石坑
按惯例，最靠近杜奈尔环形山的卫星坑将在月图上以字母标注在它的中心点旁边。

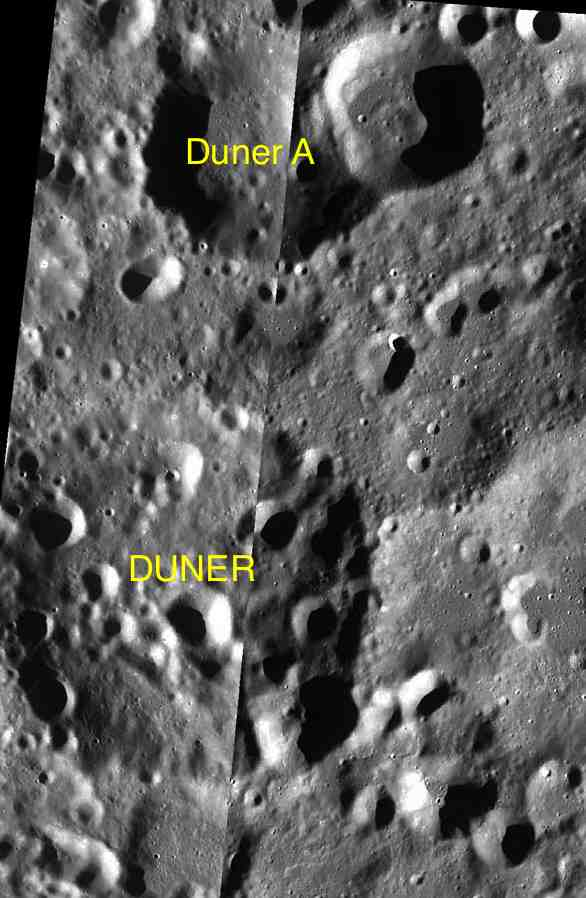
LAC-33 区域图

| 杜奈尔 | 纬度     | 经度      | 直径   |
| ------ | -------- | --------- | ------ |
| A      | 47.12° N | 179.78° E | 37公里 |

- 卫星坑"杜奈尔 A"约形成于酒海纪[1]。

## 另请参阅
- Andersson, L. E.; Whitaker, E. A. . NASA RP-1097. 1982.
- Blue, Jennifer. . USGS. July 25, 2007  [2007-08-05]. （原始内容存档于2018-12-25）.
- Bussey, B.; Spudis, P. . New York: Cambridge University Press. 2004. ISBN 978-0-521-81528-4.
- Cocks, Elijah E.; Cocks, Josiah C. . Tudor Publishers. 1995. ISBN 978-0-936389-27-1.
- McDowell, Jonathan. . Jonathan's Space Report. July 15, 2007  [2007-10-24]. （原始内容存档于2019-06-21）.
- Menzel, D. H.; Minnaert, M.; Levin, B.; Dollfus, A.; Bell, B. . Space Science Reviews. 1971, 12 (2): 136–186. Bibcode:1971SSRv...12..136M. doi:10.1007/BF00171763.
- Moore, Patrick. . Sterling Publishing Co. 2001. ISBN 978-0-304-35469-6.
- Price, Fred W. . Cambridge University Press. 1988. ISBN 978-0-521-33500-3.
- Rükl, Antonín. . Kalmbach Books. 1990. ISBN 978-0-913135-17-4.
- Webb, Rev. T. W.  6th revised. Dover. 1962. ISBN 978-0-486-20917-3.
- Whitaker, Ewen A. . Cambridge University Press. 1999. ISBN 978-0-521-62248-6.
- Wlasuk, Peter T. . Springer. 2000. ISBN 978-1-85233-193-1.